# Packwood, England
Packwood är en by i unparished area Solihull, i distriktet Solihull, i grevskapet West Midlands i England. Byn är belägen 6 km från Solihull. Packwood var en civil parish fram till 1932 när blev den en del av Solihull Urban och Lapworth. Civil parish hade 990 invånare år 1931.